# Gleisdorf
Gleisdorf là thị trấn ở phía đông Steiermark, Áo, cự ly khoảng 25 km về phía đông của Graz. Thị trấn nằm ở thung lũng Raab trong huyện Weiz.

## Kết nghĩa
- Winterbach im Remstal (gần Stuttgart, từ năm 1961)

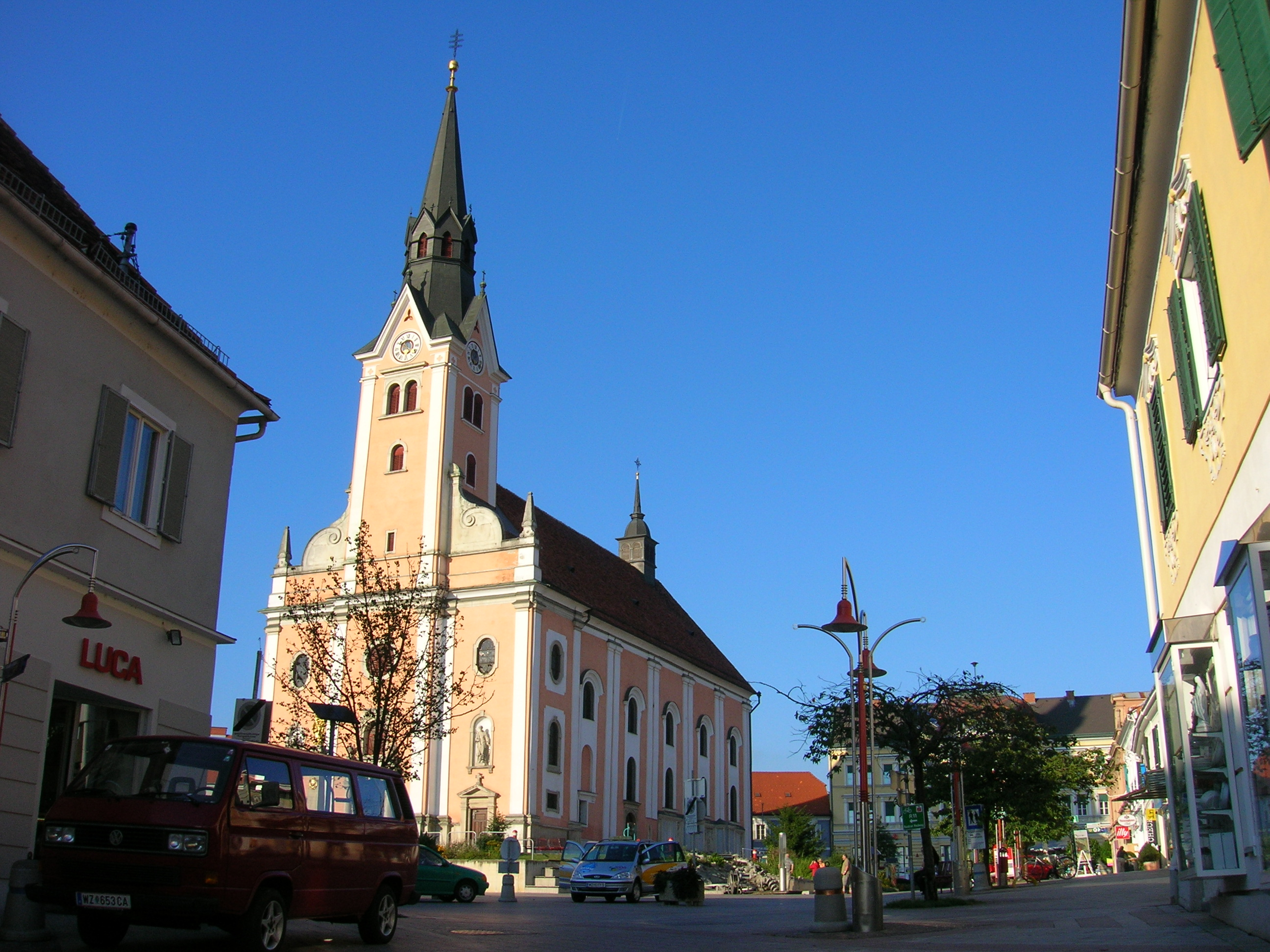
Quảng trường chinh của Gleisdorf

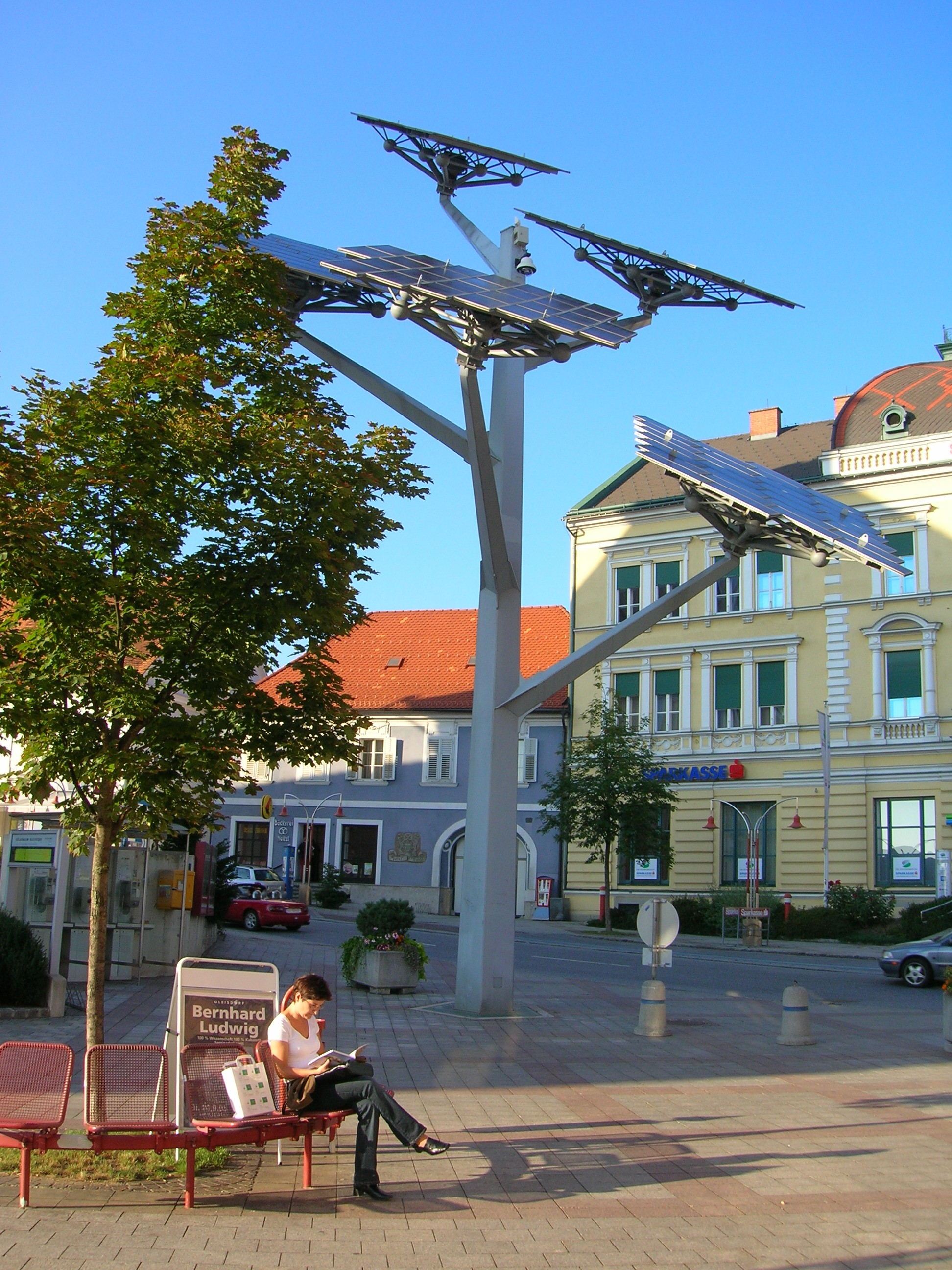
Solar tree on the main square

- Nagykanizsa (Hungary)